# Liese- und Boxelbachtal
Liese- und Boxelbachtal este o arie protejată (arie specială de conservare — SAC, sit de importanță comunitară — SCI) din Germania întinsă pe o suprafață de 50,19 ha, integral pe uscat.

## Localizare
Centrul sitului Liese- und Boxelbachtal este situat la coordonatele 51°45′18″N 8°07′38″E / 51.755°N 8.1272°E.

## Înființare
Situl Liese- und Boxelbachtal a fost declarat sit de importanță comunitară în martie 2001.

## Biodiversitate
Situată în ecoregiunea atlantică, aria protejată conține 4 habitate naturale: Izvoare petrifiante cu formare de travertin (Cratoneurion), Păduri de fag Asperulo-Fagetum, Păduri de stejar sau de stejar și carpen sub-atlantice și medio-europene de Carpinion betuli, Păduri aluvionare cu Alnus glutinosa și Fraxinus excelsior (Alno-Padion, Alnion incanae, Salicion albae).
La baza desemnării sitului se află un număr nedeclarat de specii protejate.
Pe lângă speciile protejate, pe teritoriul sitului au mai fost identificate 2 specii de plante, 1 specie de nevertebrate.